# Korlu, Yayladere
Korlu là một xã thuộc huyện Yayladere, tỉnh Bingöl, Thổ Nhĩ Kỳ. Dân số thời điểm năm 2010 là 44 người.